# Henschel Hs 293
El Henschel Hs 293 fue un misil antibuque alemán de la Segunda Guerra Mundial. Era básicamente una bomba planeadora guiada por radiocontrol, con un motor cohete colgado debajo de ella. Fueron construidos más de 1000 misiles desde 1942 hasta el fin de la guerra.

## Historia
El proyecto Hs 293 comenzó en 1940 y estaba basado en la bomba planeadora "Gustav Schwartz Propellerwerke" que había sido diseñada en 1939. El diseño de Schwartz no tenía un sistema de guía terminal, por lo que utilizaba un mecanismo de piloto automático para mantener derecho su curso. El objetivo era que se pudiese lanzar desde un bombardero a suficiente distancia del blanco como para que la artillería antiaérea defensiva no pudiera alcanzarlo. Henschel modificó ligeramente el proyecto de Schwartz y le agregó un motor cohete debajo del fuselaje, lo que permitía usarlo desde menores alturas y aumentar el alcance. 
El Hs 293 fue diseñado para destruir buques poco blindados o sin blindaje, a diferencia del Fritz X, que fue diseñado para ser utilizado contra buques blindados. Una de las limitaciones del Hs 293 era que, después de lanzado el misil, el bombardero tenía que mantener un vuelo recto y nivelado para permitir el guiado, por ende no podía maniobrar para evadir el fuego antiaéreo.
El 27 de agosto de 1943, el Hs 293 se cobró su primera víctima, hundiendo la corbeta británica HMS Egret (L75). El 26 de noviembre de ese mismo año, un Hs 293 causó el hundimiento del HMT Rohna. A pesar de estar diseñado para ser lanzado contra buques en superficie, fue empleado en Normandía a principios de agosto de 1944 para atacar puentes sobre los ríos See y Selume. Lamentablemente para los alemanes, solo un puente resultó ligeramente dañado y en esa acción se perdieron 6 aviones.

## Variantes
- Hs 293A (más tarde denominado Hs 293A-1). Versión original.
- Hs 293B Era guiado mediante un cable para prevenir bloqueos de las ondas de radio; jamás fue puesto en producción porque el bloqueo nunca fue muy eficaz como para prevenir el guiado por radio control.
- Hs 293C (denominado Hs 293A-2) Podía utilizar diferentes cabezas de combate.
- Hs 293D Versión guiada por TV. Veinte ejemplares fueron construidos y probados, pero nunca fue utilizado operacionalmente porque el sistema televisivo era muy poco fiable.
- Hs 293E Versión experimental para pruebas.
- Hs 293F Versión sin derivas. Nunca pasó de los planos de dibujo.
- Hs 293H Variante experimental para ser lanzado desde un avión y controlado por otro.
- Hs 293V6 Versión diseñada para ser lanzada desde el bombardero a reacción Arado Ar 234 a 720 km/h. El principal cambio introducido fue la reducción de la envergadura de las alas del misil para que entrase en la bahía de bombas del avión.